# Lennart Ring
Torsten Bertil Lennart Ring, född 23 juni 1930 i  Sankt Matteus församling, Stockholm, död 4 februari 2006 i Gustavsbergs församling, Värmdö kommun, var en svensk handbollsmålvakt.

## Karriär
Lennart Ring var född på Södermalm i Stockholm och började spela handboll i Lundens BK. 1955 bytte han klubb till AIK och spelade för AIK fram till 1961. Då hade AIK åkt ur allsvenskan och Ring bytte klubb till SoIK Hellas. Där spelade han till och med säsongen 1963/1964 och gjorde sedan sporadiska inhopp fram till 1968. Handbollskarriären blev framgångsrik och Lennart Ring representerade Sverige i 56 landskamper. Han spelade i tre VM-turneringar 1958, 1961 och 1964. Lennart Ring blev världsmästare 1958 med svenska landslaget. På nationell nivå lyckades han aldrig bli svensk mästare.
Efter avslutad handbollskarriär blev Lennart Ring framgångsrik företagare i databranschen.